# Gary Mills
Gary Roland Mills (Northampton, 11 de novembro de 1961) é um ex-jogador profissional de futebol e treinador.
Mills, que jogou como zagueiro e meio-campista, começou sua carreira no Nottingham Forest e depois jogou no Seattle Sounders, Derby County, Notts County, Leicester City e se aposentou do futebol profissional em 1996, devido a uma lesão.
Ele começou sua carreira como treinador no Grantham Town e depois treinou no King's Lynn, Tamworth, Coventry City, Notts County, Alfreton Town, Tamworth, York, Gateshead e Wrexham.

## Carreira como Jogador

### Nottingham Forest
Nascido em Northampton, Mills foi descoberto pelo Nottingham Forest aos 11 anos de idade. Com 14 anos, ele jogou na equipe reserva do Forest, que jogou na Liga Central. Mills também jogou pela equipe juvenil de Long Buckby e fez parte da equipe que venceu uma competição nacional sub-16.
Ele começou sua carreira profissional no Forest sob a gestão de Brian Clough, fazendo sua estréia em uma vitória por 2-1 em casa para o Arsenal na Primeira Divisão em 9 de setembro de 1978.
Mills assinou um contrato profissional com o Forest em 13 de novembro de 1978, dois dias após seu aniversário de 17 anos. Ele marcou seu primeiro gol pelo Forest na vitória do Leeds United por 2 a 1 em 15 de maio de 1979.
Apesar de não ter participado na Final da Taça dos Clubes Campeões Europeus de 1978-79 no Olympiastadion, onde o Forest derrotou o Malmö FF por 1-0, Mills tornou-se o jogador mais jovem a conquistar a Liga dos Campeões aos 17 anos e aos 201 dias. Ele terminou a temporada de 1978-79, na qual o Forest foi vice-campeão da Primeira Divisão, com seis jogos e um gol.
Devido a lesão de Trevor Francis, ele começou jogando na vitória por 1 a 0 sobre o Hamburgo na Final da Taça dos Clubes Campeões Europeus de 1979-80, no Estádio Santiago Bernabéu, e aos 18 anos tornou-se o jogador mais jovem a disputar a final da Liga dos Campeões. Mills jogou com mais freqüência nessa temporada, jogando 20 partidas e marcando um gol.
Ele jogou na vitória por 2 a 1 sobre o Valencia na primeira partida da Supercopa Europeia de 1980, mas não foi selecionado para a segunda partida que o clube espanhol venceu por 1 a 0; Isso significa que o Valencia se tornou o primeiro time a vencer a competição ela regra de gols fora de casa.
Mills perdeu apenas uma partida do Forest entre fevereiro de 1981 até o final da temporada, e terminou a temporada com 34 jogos e sete gols. Ele jogou mais esporadicamente na temporada 1981-82, fazendo 17 jogos e marcando um gol.

### Seattle Sounders e Derby County
Mills saiu do Forest pouco antes do final da temporada 1981-82 para se juntar ao Seattle Sounders da NASL em Março de 1982. Ele fez 31 jogou, marcou cinco gols e registrou sete assistências na temporada de 1982 da North American Soccer League, quando o Seattle foi campeão da Divisão Ocidental. Menos de um mês depois do fim da temporada, ele retornou à Inglaterra assinando com o Derby County em 13 de outubro de 1982.
Mills fez sua estreia, três dias depois, em um empate fora de casa por 1 a 1 com o Grimsby Town pela Segunda Divisão e marcou seu primeiro gol pelo Derby em uma vitória por 2-0 em casa sobre o Queens Park Rangers em 3 de janeiro de 1983.
Seu empréstimo terminou em abril de 1983, tendo feito 23 jogos e marcou dois gols pelo Derby na temporada 1982-83. No início da temporada da NASL de 1983, ele teve a perna quebrada por David Watson e ficou fora de ação por um ano. No entanto, isso funcionou como um alerta para Mills, que disse: "Isso me fez trabalhar muito e foi isso que me fez continuar jogando até os 47 anos. Nunca parei de trabalhar na minha forma física".

### Volta para o Nottingham Forest
Mills retornou à Inglaterra re-ingressando em seu ex-clube, Nottingham Forest, em dezembro de 1983. Em 7 de abril de 1984, ele fez sua segunda estréia pelo Forest na vitória por 3 a 1 sobre o West Bromwich Albion. Ele jogou nove partidas pelo Forest na temporada 1983-84, incluindo sete partidas nos últimos nove jogos do campeonato, com a equipe terminando em terceiro lugar na Primeira Divisão. O primeiro gol de Mills em seu segundo período no Forest foi o gol da vitória sobre o Manchester United em 8 de dezembro de 1984. Ele entrou e saiu do time titular na temporada 1984-85, fazendo 31 jogos e marcando cinco gols. O Forest terminou em nono lugar na Primeira Divisão nesta temporada.
Mills não se estabeleceu na equipe na temporada 1985-86. Depois de oito jogos entre outubro e dezembro de 1985, ele fez apenas três partidas no restante da temporada. No total, ele fez 18 jogos e p Forest terminou em oitavo na Primeira Divisão. Ele começou a temporada 1986-87 sendo reserva, mas a partir de meados de outubro de 1986, ele começou as partidas frequentemente. Ele fez 33 jogos e marcou um gol, com o Forest novamente terminando em oitavo lugar na Primeira Divisão.

### Notts County
Mills foi para o Notts County em 14 de agosto de 1987. Sua estreia foi um dia depois, em um empate por 4-4 em casa com o Wigan Athletic na primeira rodada da Terceira Divisão da temporada 1987-1988. Ele marcou pela primeira vez no Notts na vitória por 2 a 1 sobre o Chester City em 3 de outubro de 1987. Mills jogou em todos os jogos do Notts County na temporada 1987-88, fazendo 60 jogos e marcando cinco gols, e foi nomeado Melhor Jogador do Ano do clube.
O Notts County chegou à final da Football League Trophy de 1987-88, sendo derrotado por 4 a 1 pelo Wolverhampton Wanderers. Com o Notts County terminando em quarto na tabela, eles se classificaram para o playoffs da Terceira Divisão, no qual eles foram derrotados por 4-2 pelo Walsall na semifinal. Ele perdeu apenas três partidas, enquanto jogador do Notts County na temporada 1988-89, fazendo 36 jogos e marcou quatro gols.

### Leicester City
Mills assinou contrato com o Leicester City, um clube da Segunda Divisão, em 2 de Março de 1989, por uma taxa de £125.000. Ele entrou direto no time titular, fazendo sua estréia dois dias na vitória por 1 a 0 em casa contra o Walsall. Ele fez 13 jogos consecutivos no Leicester e seu novo clube terminou em 15º na Segunda Divisão. Seu primeiro gol pelo Leicester foi o único gol em uma vitória por 1-0 contra o Stoke City em 25 de novembro de 1989.
Apesar de um período fora da equipe do início de setembro a meados de novembro de 1989, Mills foi um titular regular na equipe que ficou em 13º lugar na Segunda Divisão na temporada 1989-90, fazendo 30 jogos e marcando quatro gols. Ele se estabeleceu como um jogador popular entre os torcedores e foi nomeado Jogador do Ano do clube.
Mills fez 49 jogos e marcou cinco gols pelo Leicester na temporada 1990-91. O Leicester evitou o rebaixamento para a Terceira Divisão por apenas dois pontos, terminando um lugar acima do rebaixado West Bromwich Albion na 22ª colocação.
Mills foi melhor na temporada 1991-92, jogando em todos os 62 jogos do Leicester naquela temporada, marcando sete gols e sendo eleito o Jogador do Ano do clube pela segunda vez. Esta temporada viu uma melhoria do Leicester, que chegou à final da Full Members Cup na qual foram derrotados por 3-1 no agregado pelo Nottingham Forest, e nos play-offs da Segunda Divisão. Depois de vencer o Cambridge United por 6 a 1 na semifinal, o Leicester perdeu por 1 a 0 para o Blackburn Rovers no Estádio de Wembley na final.
Mills foi o capitão da equipe do Leicester que chegou ao playoff da Primeira Divisão na temporada 1992-93 com o sexto lugar no campeonato, e bateu o Portsmouth por 3-2 na semi-final. No entanto, eles perderam na final pela segunda temporada consecutiva, sendo derrotados por 4 a 3 pelo Swindon Town no Estádio de Wembley. Ele fez 53 jogos nesta temporada, não jogando apenas três jogos do Leicester.
Mills jogou regularmente na temporada 1993-94 antes de perder os últimos meses da temporada por uma lesão no pé, tendo feito 25 jogos até então. Ao terminar em quarto na tabela, o Leicester fez os playoffs da Primeira Divisão pela terceira temporada consecutiva e apesar de Mills não poder jogar, o Leicester derrotou o Derby County por 2-1 e, assim, ganhou a promoção para a Premier League.

### Volta ao Notts County
Mills retornou ao Notts County em 26 de setembro de 1994 por uma quantia de £50.000. Fazendo sua estréia em uma derrota por 2-0 pro Reading na Primeira Divisão em 1 de outubro de 1994. Ele conquistou seu último título nesta temporada, foi a Copa Anglo-Italiana, depois de o County vencer o Ascoli por 2-1, na final no Estádio de Wembley. No entanto, o County foi rebaixado para a Segunda Divisão depois de terminar em 24º na Primeira Divisão, com Mills fazendo 43 jogos.
Mills começou a temporada 1995-96 como lateral-direito titular do Notts County antes de perder seu lugar para Tommy Gallagher. Ele retornou ao time titular em novembro de 1995, antes de sua temporada terminar por uma lesão grave em dezembro. O Notts County terminou em quarto na segunda divisão e após ser derrotado por 2 a 0 por Bradford na final do "play-off", o clube liberou Mills depois dele feito 20 jogos na temporada.
Ele se aposentou do futebol profissional em maio de 1996 como resultado da lesão que sofreu naquela temporada.

## Carreira como Treinador

### Grantham Town
Mills foi nomeado jogador-treinador do Grantham Town em julho de 1996. Darron Gee se juntou a ele como seu assistente, e os dois passaram a trabalhar juntos desde então. A sua estréia foi uma derrota em casa por 3-0 para o Grimsby Town nas quartas-de-final da Lincolnshire Senior Cup em 13 de agosto de 1996, e ele marcou seu primeiro gol em uma vitória por 3–2 contra o Evesham United em 21 de setembro. Ele levou a equipe ao quarto lugar na Divisão Midland da Southern League na temporada 1996-97. Ele jogou regularmente nesta temporada, fazendo 46 jogos e marcando três gols.
Em 1997-98, Grantham de Mills venceu o título da Southern League Midland Division, ganhando a promoção para a Premier League da Southern League, tendo liderado a tabela desde o início da temporada. Grantham também chegou às quartas-de-final do Troféu FA pela segunda vez na história do clube. Ele jogou com mais frequência na primeira equipe nesta temporada, fazendo 50 jogos. No entanto, Mills se demitiu uma semana após o término da temporada, em maio de 1998, quando a aquisição do clube pelo empresário local, Reg Brealey, significaria o desmantelamento da equipe devido a cortes orçamentários.

### King's Lynn
Mills assumiu como jogador-treinador no King's Lynn em setembro de 1998 e foi expulso em sua estréia como jogador, uma derrota fora por 3 a 2 para o Worcester City na Premier League do Sul em 26 de setembro. Seu primeiro gol pelo clube veio em um empate em casa por 3 a 3 com o Salisbury City em 6 de março de 1999. Ele fez 30 jogos e marcou um gol em 1998-99, com a sua equipe terminando em 10º lugar na Premier Division da Southern League.
King's Lynn melhorou o seu desempenho na temporada 1999-2000, terminando em quinto lugar na tabela. Mills continuou jogando com frequência, disputando 34 partidas e marcando um gol.
Ele renunciou ao cargo de treinador do King's Lynn em 8 de novembro de 2000 devido aos grandes problemas financeiros no clube, ele fez 16 jogos e marcou um gol até aquele ponto na temporada 2000-01.

### Tamworth
Mills foi nomeado jogador-treinador do Tamworth da Southern League Premier Division em 12 de janeiro de 2001. Seu primeiro jogo como treinador foi um empate em 2 a 2 em casa com o Havant & Waterlooville em 20 de janeiro de 2001, no qual ele também jogou e marcou. Tamworth terminou a temporada em 12º lugar na Premier League da Southern League e Mills fez 16 jogos e marcou dois gols.
Tamworth perdeu a promoção para a Conferência de Futebol no último jogo da temporada 2001-02, terminando em segundo lugar na Premier League da Southern League, dois pontos atrás do campeão, Kettering Town. Ele fez 30 jogos nessa temporada.
Mills deixou o clube em 23 de maio de 2002 para se tornar o treinador da equipe reserva, Coventry City, da Primeira Divisão.

### Coventry City
Na temporada 2002-03, a equipe reserva da Mills terminou em segundo lugar na Divisão Sul da Premier Reserve League em 14º lugar. Ele conversou com o Telford United em maio de 2003, mas decidiu ficar no Coventry dizendo que estava feliz no clube.
Mills depois falou de seu arrependimento em deixar Tamworth para o Coventry, dizendo: "Foi a maior decisão que eu já tomei no futebol. Estava muito feliz em Tamworth e estávamos vencendo a maioria dos jogos".

### Notts County
Mills assumiu o cargo de treinador do Notts County da Segunda Divisão em 9 de janeiro de 2004, após a renúncia de Bill Dearden, com o clube na 23ª posição da tabela. O seu primeiro jogo no comando aconteceu apenas um dia depois, contra o Bristol City e ganhou por 2-1.
Depois de uma boa campanha do final de fevereiro ao início de março de 2004, o Notts County saiu da zona de rebaixamento, mas com uma vitória nos últimos 12 jogos fez com que o clube fosse rebaixado para a Terceira Divisão em 23º lugar.
Apesar de ter um bom orçamento e uma reorganização do plantel durante o verão de 2004, o Notts County teve um começo decepcionante na temporada 2004–05. Como resultado, Mills foi demitido em 4 de novembro de 2004 com o clube na 21ª posição na Terceira Divisão.

### Alfreton Town
Ele foi contratado como treinador do Alfreton Town da Conferência Norte em 25 de maio de 2005 e se tornou o primeiro técnico em tempo integral da história do clube. Alfreton entrou na temporada 2005-2006 com um orçamento reduzido e Mills conseguiu manter o clube em equilíbrio. Sua primeira partida como técnico de Alfreton foi uma derrota por 2 a 1 em casa para a Vauxhall Motors em 13 de agosto de 2005, e embora tenha flertado com o rebaixamento, a equipe terminou a temporada em 17º lugar na Conferência Norte.
Mills fez grandes mudanças na equipe durante o verão de 2006, embora em alguns meses entre 2006 e 2007 tenham sido feitos mais cortes orçamentários, o que limitou sua capacidade de aumentar o número de jogadores. Quando ele deixou Alfreton, eles estavam na 13º posição na Conferência Norte.

### Volta para Tamworth

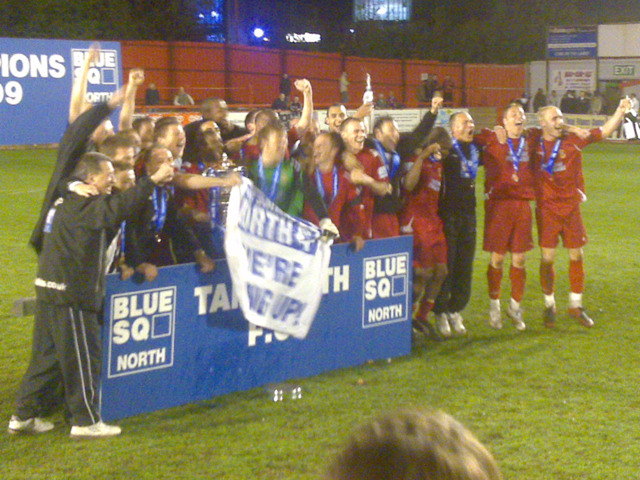
Mills (terceiro a partir da direita) celebrando a conquista da Conferência Norte na temporada 2008-09

Após acordo financeiro não revelado, Mills deixou o Alfreton para retornar ao Tamworth, que na época estava na Conferência Nacional, por um segundo período como técnico em 26 de janeiro de 2007. Ele se juntou à equipe em 24º lugar e depois de sua nomeação ele disse: "É fantástico estar de volta. É um clube fantástico que significa muito para mim".
Ele estreou em casa contra o Crawley Town no dia seguinte à sua contratação, com os visitantes vencendo por 1-0. O clube acabou sendo rebaixado à Conferência Norte ficado em 22º lugar na Conferência Nacional. Ele afirmou a sua determinação em recuperar o clube, dizendo: "A desilusão vai desaparecer porque este é um grande clube. Todos nós precisamos estar orgulhosos e positivos e agora vou preparar um plantel para o início da próxima temporada". Tamworth passou a maior parte da temporada 2007-08 no meio da tabela, terminando em 15º lugar na Conferência Norte; o Tamworth Herald afirmou que estava "entre as campanhas mais pobres da história do clube".
Mills teve tempo para reconstruir a equipe durante o verão de 2008. Ele foi nomeado o Treinador do Mês da Conferência Norte em setembro de 2008, no qual Tamworth conseguiu três vitórias seguidas. Ele ganhou o prêmio novamente em março de 2009, depois do Tamworth estar no topo da tabela com cinco vitórias e dois empates.
Mills levou o Tamworth a ser promovido de volta à Conferência Nacional após conquistar o título da Conferência Norte em 2008-09 e isso foi confirmado com uma vitória por 1 a 0 sobre os rivais locais, Hinckley United, em 21 de abril de 2009. Após o final da temporada, ele foi nomeado o Melhor Treinador do campeonato.
Tamworth iniciou a temporada de 2009-10 em boa forma e no final de setembro, eles estavam ocupando um lugar nos play-offs. A equipe de Mills acabou em 16º lugar em uma temporada de consolidação; isso representou a segunda colocação mais alta da liga na história do clube.
Tamworth teve um início forte na temporada 2010-11; eles estavam novamente nos play-offs no final de setembro e no momento em que Mills deixou o clube, eles estavam na 12º colocação.

### York City

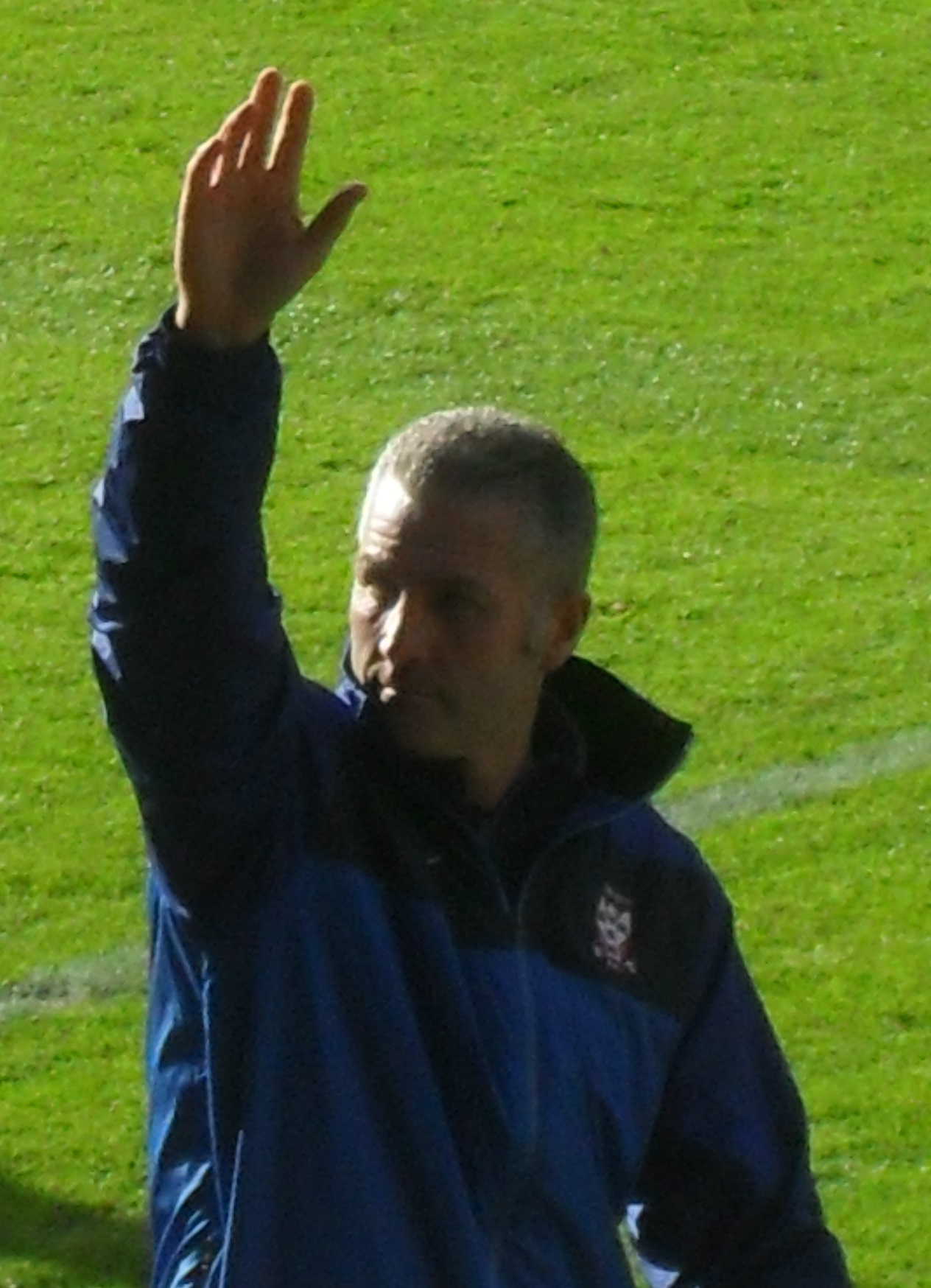
Mills antes de sua primeira partida no comando do York City em 16 de outubro de 2010

Mills foi nomeado treinador do York City em 13 de outubro de 2010. No momento de sua nomeação, o York estava em 16º lugar na tabela. Após sua nomeação, Mills disse acreditar que ele havia deixado Tamworth para um clube com maior potencial e que seu objetivo era devolver York à Liga de Futebol.
A primeira partida de Mills no comando foi um empate em 1 a 1 com o Bath City em 16 de outubro de 2010 e, com os resultados melhorando, foi eleito o Treinador do Mês da Premier Conference em novembro de 2010, depois de ter registrado quatro vitórias e três empates.
O York em meados de março de 2011, foi o sexto na Conferência Premier, apenas um lugar fora dos play-offs. York terminou a temporada 2010-11 em oitavo lugar na Conferência Premier.
O recrutamento de verão de Mills estava focado em contratar jogadores que melhorassem o recorde de gols da equipe. York ocupou consistentemente uma posição nos play-offs ao longo da temporada 2011-12, eventualmente garantindo uma vaga após terminar em quarto na tabela.

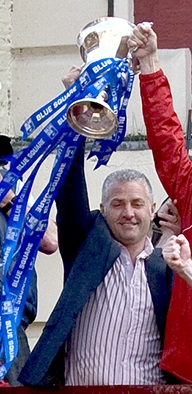
Mills com a taça dos play-offs da Conferência Nacional

Depois de derrotar o Mansfield Town por 2 a 1 na semifinal do play-off, o York venceu por 2 a 0 o Newport County, no Wembley Stadium, na final do troféu da FA de 2012; essa foi a primeira vez que o clube venceu uma competição nacional em seus 90 anos de história. Oito dias depois, Mills levou sua equipe de volta ao estádio de Wembley para a final dos play-offs da Conferência de 2012, e depois de uma vitória por 2 a 1 sobre o Luton Town, o York foi promovido a League Two,
Esta foi a primeira vez que um clube ganhou o FA Trophy e os play-offs da Premier em uma temporada. Esta conquista em campo, combinada com a aprovação de um estádio comunitário a ser construído para o clube, levou à The Press a dizer: "é um inigualável período de nove dias na orgulhosa existência do clube".
As contratações de Mills para a temporada 2012–13 provaram ser menos influentes do que as contratações no verão anterior, com uma série de novos jogadores sendo deixados de fora da equipe com pouco tempo de jogo. O time do York esteve nas posições intermediárias durante a maior parte da primeira metade da temporada e suas contratações na janela de transferências do inverno tiveram pouco impacto na equipe.
Tendo ficado em 14º na tabela em 1 de janeiro de 2013, o York fez uma série de 11 partidas sem vencer, o que deixou a equipe quatro pontos acima da zona de rebaixamento, em 18º lugar. Mills foi demitido em 2 de março de 2013.

### Gateshead
Mills foi para o Gateshead, assinando um contrato de um ano em 3 de setembro de 2013. Na época, Gateshead estava em 19º na tabela, um ponto acima da zona de rebaixamento. Seu primeiro jogo foi uma vitória por 2 a 1 sobre o Hereford United em 7 de setembro de 2013. Essa foi a primeira vez que Mills venceu sua partida de abertura como técnico em um novo clube.
Mills foi eleito o Treinador do Mês no mês de outubro de 2013, depois que o Gateshead venceu todos os cinco jogos naquele mês, sofrendo apenas um gol. A forma de Gateshead continuou melhorando e em meados de janeiro de 2014 eles entraram nos play-offs; Mills comentou em fevereiro que "quando eu cheguei, queria que todos aqui acreditassem que poderíamos ganhar a promoção - acho que eles estão começando a acreditar agora".
Gateshead classificou-se para os play-offs pela primeira vez em sua história depois de terminar em terceiro na tabela. Com uma vitória de 4 a 2 sobre o Grimsby Town na semifinal, Gateshead jogou em Wembley pela primeira vez na final do play-off; apesar de terem entrado na partida com uma invencibilidade de 14 jogos, eles foram derrotados por 2 a 1 pelo Cambridge United. Mills disse após a partida que "eu disse aos rapazes que eles vão ser melhores para isso. Meu trabalho no próximo ano é imitar ou melhor nesta temporada".

### Wrexham
Mills foi nomeado treinador do Wrexham em 28 de abril de 2015, com um contrato de um ano. No dia 13 de outubro de 2016, Mills foi demitido depois de uma série de quatro derrotas em seis jogos, que deixaram o clube na 15º lugar na tabela.

### Volta para o York
Em 16 de outubro de 2016, Mills foi renomeado como treinador do York City. Mills não conseguiu manter o York City na National League e foi rebaixado para a National League North em 29 de abril de 2017, depois de um empate em 2 a 2 com o Forest Green Rovers.
No entanto, em 21 de maio de 2017, o York venceu o Macclesfield Town por 3 a 2 no Wembley Stadium, na Final do Troféu FA de 2017.
Mills foi demitido pelo York em 30 de setembro de 2017, no mesmo dia da derrota para o South Shields na terceira eliminatória da FA Cup. Um comunicado do clube dizia que "a posição atual da liga é inaceitável", com a sétima posição na Liga Norte e 11 pontos longe do único lugar de promoção automática.

## Carreira estatísticas
| Clube             | Temporada    | Liga                             | Liga  | Liga | FA Cup | FA Cup | Copa da Liga | Copa da Liga | Europa | Europa | Outros | Outros | Total | Total |
| Clube             | Temporada    | Divisão                          | Jogos | Gols | Jogos  | Gols   | Jogos        | Gols         | Jogos  | Gols   | Jogos  | Gols   | Jogos | Gols  |
| ----------------- | ------------ | -------------------------------- | ----- | ---- | ------ | ------ | ------------ | ------------ | ------ | ------ | ------ | ------ | ----- | ----- |
| Nottingham Forest | 1978–79      | Primeira Divisão                 | 4     | 1    | 0      | 0      | 1            | 0            | 1      | 0      | 0      | 0      | 6     | 1     |
| Nottingham Forest | 1979–80      | Primeira Divisão                 | 13    | 1    | 0      | 0      | 3            | 0            | 4      | 0      | —      | —      | 20    | 1     |
| Nottingham Forest | 1980–81      | Primeira Divisão                 | 27    | 5    | 3      | 0      | 3            | 2            | 1      | 0      | —      | —      | 34    | 7     |
| Nottingham Forest | 1981–82      | Primeira Divisão                 | 14    | 1    | 0      | 0      | 3            | 0            | —      | —      | —      | —      | 17    | 1     |
| Nottingham Forest | Total        | Total                            | 58    | 8    | 3      | 0      | 10           | 2            | 6      | 0      | 0      | 0      | 77    | 10    |
| Seattle Sounders  | 1982         | NASL                             | 31    | 5    | —      | —      | —            | —            | —      | —      | —      | —      | 31    | 5     |
| Seattle Sounders  | 1983         | NASL                             | 3     | 0    | —      | —      | —            | —            | —      | —      | —      | —      | 3     | 0     |
| Seattle Sounders  | Total        | Total                            | 34    | 5    | —      | —      | —            | —            | —      | —      | —      | —      | 34    | 5     |
| Derby County      | 1982–83      | Segunda Divisão                  | 18    | 2    | 3      | 0      | 2            | 0            | —      | —      | —      | —      | 23    | 2     |
| Nottingham Forest | 1983–84      | Primeira Divisão                 | 7     | 0    | 0      | 0      | —            | —            | 2      | 0      | —      | —      | 9     | 0     |
| Nottingham Forest | 1984–85      | Primeira Divisão                 | 26    | 4    | 0      | 0      | 3            | 0            | 2      | 0      | —      | —      | 31    | 4     |
| Nottingham Forest | 1985–86      | Primeira Divisão                 | 14    | 0    | 1      | 0      | 3            | 0            | —      | —      | —      | —      | 18    | 0     |
| Nottingham Forest | 1986–87      | Primeira Divisão                 | 27    | 0    | 1      | 0      | 5            | 1            | —      | —      | —      | —      | 33    | 1     |
| Nottingham Forest | Total        | Total                            | 74    | 4    | 2      | 0      | 11           | 1            | 4      | 0      | —      | —      | 91    | 5     |
| Notts County      | 1987–88      | Terceira Divisão                 | 46    | 5    | 3      | 0      | 2            | 0            | —      | —      | 9      | 0      | 60    | 5     |
| Notts County      | 1988–89      | Terceira Divisão                 | 29    | 3    | 2      | 0      | 4            | 1            | —      | —      | 1      | 0      | 36    | 4     |
| Notts County      | Total        | Total                            | 75    | 8    | 5      | 0      | 6            | 1            | —      | —      | 10     | 0      | 96    | 9     |
| Leicester City    | 1988–89      | Segunda Divisão                  | 13    | 0    | —      | —      | —            | —            | —      | —      | —      | —      | 13    | 0     |
| Leicester City    | 1989–90      | Segunda Divisão                  | 29    | 4    | 1      | 0      | 0            | 0            | —      | —      | 0      | 0      | 30    | 4     |
| Leicester City    | 1990–91      | Segunda Divisão                  | 45    | 5    | 1      | 0      | 2            | 0            | —      | —      | 1      | 0      | 49    | 5     |
| Leicester City    | 1991–92      | Segunda Divisão                  | 46    | 6    | 2      | 0      | 4            | 1            | —      | —      | 9      | 0      | 61    | 7     |
| Leicester City    | 1992–93      | Primeira Divisão                 | 43    | 0    | 2      | 0      | 3            | 0            | —      | —      | 5      | 0      | 53    | 0     |
| Leicester City    | 1993–94      | Primeira Divisão                 | 23    | 0    | 1      | 0      | 1            | 0            | —      | —      | 0      | 0      | 25    | 0     |
| Leicester City    | 1994–95      | Premier League                   | 1     | 0    | —      | —      | 0            | 0            | —      | —      | —      | —      | 1     | 0     |
| Leicester City    | Total        | Total                            | 200   | 15   | 7      | 0      | 10           | 1            | —      | —      | 15     | 0      | 232   | 16    |
| Notts County      | 1994–95      | Primeira Divisão                 | 34    | 0    | 2      | 0      | 3            | 0            | —      | —      | 4      | 0      | 43    | 0     |
| Notts County      | 1995–96      | Segunda Divisão                  | 13    | 0    | 2      | 0      | 2            | 0            | —      | —      | 3      | 0      | 20    | 0     |
| Notts County      | Total        | Total                            | 47    | 0    | 4      | 0      | 5            | 0            | —      | —      | 7      | 0      | 63    | 0     |
| Grantham Town     | 1996–97      | Southern League Midland Division | 32    | 3    | 4      | 0      | —            | —            | —      | —      | 10     | 0      | 46    | 3     |
| Grantham Town     | 1997–98      | Southern League Midland Division | 34    | 0    | 2      | 0      | —            | —            | —      | —      | 14     | 0      | 50    | 0     |
| Grantham Town     | Total        | Total                            | 66    | 3    | 6      | 0      | —            | —            | —      | —      | 24     | 0      | 96    | 3     |
| Gresley Rovers    | 1998–99      | Southern League Premier Division | 7     | 0    | —      | —      | —            | —            | —      | —      | —      | —      | 7     | 0     |
| King's Lynn       | 1998–99      | Southern League Premier Division | 25    | 1    | 4      | 0      | —            | —            | —      | —      | 1      | 0      | 30    | 1     |
| King's Lynn       | 1999–2000    | Southern League Premier Division | 28    | 1    | 2      | 0      | —            | —            | —      | —      | 4      | 0      | 34    | 1     |
| King's Lynn       | 2000–01      | Southern League Premier Division | 14    | 1    | 2      | 0      | —            | —            | —      | —      | 0      | 0      | 16    | 1     |
| King's Lynn       | Total        | Total                            | 67    | 3    | 8      | 0      | —            | —            | —      | —      | 5      | 0      | 80    | 3     |
| Boston United     | 2000–01      | Football Conference              | 8     | 0    | —      | —      | —            | —            | —      | —      | —      | —      | 8     | 0     |
| Tamworth          | 2000–01      | Southern League Premier Division | 16    | 2    | —      | —      | —            | —            | —      | —      | 0      | 0      | 16    | 2     |
| Tamworth          | 2001–02      | Southern League Premier Division | 25    | 0    | 5      | 0      | —            | —            | —      | —      | 0      | 0      | 30    | 0     |
| Tamworth          | Total        | Total                            | 41    | 2    | 5      | 0      | —            | —            | —      | —      | 0      | 0      | 46    | 2     |
| Alfreton Town     | 2005–06      | Conference North                 | 20    | 0    | 0      | 0      | —            | —            | —      | —      | 1      | 0      | 21    | 0     |
| Alfreton Town     | 2006–07      | Conference North                 | 4     | 0    | 0      | 0      | —            | —            | —      | —      | 1      | 0      | 5     | 0     |
| Alfreton Town     | Total        | Total                            | 24    | 0    | 0      | 0      | —            | —            | —      | —      | 2      | 0      | 26    | 0     |
| Tamworth          | 2006–07      | Conference National              | 0     | 0    | —      | —      | —            | —            | —      | —      | —      | —      | 0     | 0     |
| Tamworth          | 2008–09      | Conference North                 | 1     | 0    | 0      | 0      | —            | —            | —      | —      | 0      | 0      | 1     | 0     |
| Tamworth          | 2009–10      | Conference Premier               | 2     | 0    | 1      | 0      | —            | —            | —      | —      | 0      | 0      | 3     | 0     |
| Tamworth          | 2010–11      | Conference Premier               | 0     | 0    | —      | —      | —            | —            | —      | —      | —      | —      | 0     | 0     |
| Tamworth          | Total        | Total                            | 3     | 0    | 1      | 0      | —            | —            | —      | —      | 0      | 0      | 4     | 0     |
| Career total      | Career total | Career total                     | 722   | 50   | 44     | 0      | 44           | 5            | 10     | 0      | 63     | 0      | 883   | 55    |

## Títulos

### Como jogador
Nottingham Forest
- Taça Europeia: 1979-80

Notts County
- Anglo-Copa Da Itália: 1994-95

Individual
- Notts County Jogador do Ano: 1987-88
- Leicester City Jogador do Ano: 1989-90, 1991-92

### Como Treinador
Grantham City
- Sul Da Liga De Futebol Midland Divisão: 1997-98

Tamworth
- Conferência Norte: 2008-09

Iorque
- Conferência Premier play-offs: 2011-12
- FA Troféu: 2011-12, 2016-17

Individual
- Conferência Norte Gestor do Ano: 2008-09
- Conferência Norte Gestor do Mês: setembro de 2008, de Março de 2009
- Conferência Premier Manager do Mês de novembro de 2010, de outubro de 2013
- Não Liga treinador do Ano: 2013-14